# Mnium orientale
Mnium orientale là một loài Rêu trong họ Mniaceae. Loài này được R.E. Wyatt, Odrzykoski & T.J. Kop. mô tả khoa học đầu tiên năm 1997.